# سید حسن عاملی
سیّد حسن عاملی (زاده ۱۵ خرداد ۱۳۴۱ در اردبیل) فقیه شیعه و مجتهد ایرانی است که هم‌اکنون نماینده ولی فقیه در استان اردبیل و امام جمعه شهر اردبیل است. وی همچنین نماینده استان اردبیل در مجلس خبرگان رهبری است.

## زندگی
سیّد حسن عاملی در ۱۵ خرداد سال ۱۳۴۱ در محله محمدیه اردبیل به دنیا آمد. وی در مدرسه جعفری اسلامی اردبیل تحصیل کرد و پس از پایان دوره دبیرستان و از سال ۱۳۶۰ وارد حوزه علمیه قم شد و با داشتن عنوان حوزوی آیت الله، دارای مدرک دکتری در رشته فقه و مبانی حقوق اسلامی از دانشگاه تهران نیز می‌باشد.

## نمایندگی ولی فقیه
در ۹ آبان ماه ۱۳۸۱ و پس از درگذشت مروج اردبیلی و بعد از نمایندگی ولی فقیه و امامت جمعه کوتاه مدت سید احمد فاطمی، سید حسن عاملی با حکم سید علی خامنه‌ای به سمت نمایندگی ولی فقیه در استان اردبیل و امام جمعه شهر اردبیل منصوب شد.

## حاشیه ها
بعد از اینکه یک مداح در اردبیل اظهارات توهین آمیز به خانواده های مقامات جمهوری آذربایجان مطرح کرد، رئیس جمهور آذربایجان خواستار برکناری آیت الله عاملی امام جمعه اردبیل شد که با واکنش نمایندگان مجلس و حمایت آنها از حسن عاملی روبرو بود.

## آثار
- سّر الاوزان در حدیث و قرآن[۶]
- حکایات و روایات در باب عشق و طهارت[۷]
- آداب و فلسفهٔ عزاداری
- مجموعه فرمایش‌های معظم‌له در باب ازدواج
- تا قاف کرامت: تحقیقی پیرامون شخصیت زن و حجاب و عفاف[۸]
- تأویل، چهل سؤال از وهابیت
- سحر بیان
- از مدینه تا مدینه؛ با کاروان حسین علیه السلام[۹]
- آتش تأویل بر خرمن تنزیل: تحقیقی پیرامون فرقهٔ وهابیت
- نه بخشش، نه جبران، مصیبت و خسران